# Araneus seminiger
Araneus seminiger är en spindelart som först beskrevs av Ludwig Carl Christian Koch 1878.  Araneus seminiger ingår i släktet Araneus och familjen hjulspindlar. Inga underarter finns listade i Catalogue of Life.

## Bildgalleri

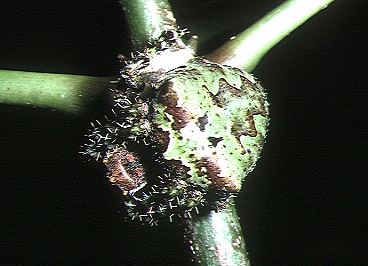